# Eredivisie 2006–07
Mùa giải 2006/2007 của Giải bóng đá vô địch quốc gia Hà Lan khởi tranh ngày 18 tháng 8 năm 2006. Mùa giải chứng kiến PSV Eindhoven nhanh chóng tạo khoảng cách với các đội còn lại. Sau 20 trận, câu lạc bộ hơn AZ 11 điểm và hơn Ajax 12 điểm. Sự dẫn đầu nhanh chóng bị san lấp sau 13 trận tiếp theo. Trận hòa của PSV tại FC Utrecht ở vòng áp chót chứng kiến 
AZ và Ajax bắt kịp. Ba đội bóng đều có 72 điểm sau 33 trận, AZ xếp trên cùng nhờ hiệu số bàn thắng. Ajax đứng thứ 2, PSV thứ 3. AZ có trận thua sốc trước Excelsior Rotterdam ở vòng cuối cùng, khi phải thi đấu với 10 người sau 15 phút bắt đầu trận đấu. Ajax thắng 0-2 tại Willem II, và PSV đánh bại Vitesse 5-1. PSV và Ajax đều kết thúc với 75 điểm, nhưng PSV xếp thứ nhất nhờ hiệu số bàn thắng tốt hơn (+50, so với +49 của Ajax) để kết thúc một trong những cuộc đua danh hiệu kịch tính nhất trong nhiều năm qua.

## Đội bóng thăng hạng
Đội bóng sau lên chơi tại Giải bóng đá hạng nhất quốc gia Hà Lan đầu mùa giải:
- Excelsior (vô địch Giải bóng đá hạng nhất quốc gia Hà Lan)

## Đội bóng xuống hạng
Các đội bóng sau xuống hạng Giải bóng đá hạng nhất quốc gia Hà Lan cuối mùa giải:
- ADO Den Haag
- RKC Waalwijk

## Đội bóng thăng hạng
Các đội bóng sau lên chơi tại Giải bóng đá hạng nhất quốc gia Hà Lan cuối mùa giải:
- De Graafschap
- VVV-Venlo

## Thứ hạng

### Bảng xếp hạng
| Pos | Team             | P  | W  | D  | L  | F  | A  | GD  | Pts |
| --- | ---------------- | -- | -- | -- | -- | -- | -- | --- | --- |
| 1   | PSV              | 34 | 23 | 6  | 5  | 75 | 25 | +50 | 75  |
| 2   | Ajax 1           | 34 | 23 | 6  | 5  | 84 | 35 | +49 | 75  |
| 3   | AZ               | 34 | 21 | 9  | 4  | 83 | 31 | +52 | 72  |
| 4   | Twente           | 34 | 19 | 9  | 6  | 67 | 37 | +30 | 66  |
| 5   | Heerenveen       | 34 | 16 | 7  | 11 | 60 | 43 | +17 | 55  |
| 6   | Roda JC          | 34 | 15 | 9  | 10 | 47 | 36 | +11 | 54  |
| 7   | Feyenoord        | 34 | 15 | 8  | 11 | 56 | 66 | -10 | 53  |
| 8   | Groningen        | 34 | 15 | 6  | 13 | 54 | 54 | 0   | 51  |
| 9   | Utrecht          | 34 | 13 | 9  | 12 | 41 | 44 | -3  | 48  |
| 10  | NEC              | 34 | 12 | 8  | 14 | 36 | 44 | -8  | 44  |
| 11  | NAC Breda        | 34 | 12 | 7  | 15 | 43 | 54 | -11 | 43  |
| 12  | Vitesse Arnhem   | 34 | 10 | 8  | 16 | 50 | 55 | -5  | 38  |
| 13  | Sparta Rotterdam | 34 | 10 | 7  | 17 | 40 | 66 | -26 | 37  |
| 14  | Heracles Almelo  | 34 | 7  | 11 | 16 | 32 | 64 | -32 | 32  |
| 15  | Willem II        | 34 | 8  | 7  | 19 | 31 | 64 | -33 | 31  |
| 16  | Excelsior        | 34 | 8  | 6  | 20 | 43 | 64 | -21 | 30  |
| 17  | RKC Waalwijk     | 34 | 6  | 9  | 19 | 33 | 60 | -27 | 27  |
| 18  | ADO Den Haag     | 34 | 3  | 8  | 23 | 40 | 72 | -32 | 17  |

Pts – điểm; G – số trận; W – thắng; D - hòa; L - thua;
 GF – bàn thắng; GA – bàn thua; GD – hiệu số bàn thắng
|   | |
|   | Đội vô địch và lọt vào UEFA Champions League 07–08 |
|   | Đội bóng lọt vào UEFA Champions League vòng loại play-off. Đội thắng cuộc của playoff sẽ thi đấu ở vòng loại của UEFA Champions League, các đội còn lại sẽ thi đấu ở UEFA CUP. |
|   | Đội bóng lọt vào play-off Cúp UEFA |
|   | Đội bóng lọt vào play-off Cúp Intertoto |
|   | Đội bóng ở lại Giải bóng đá vô địch quốc gia Hà Lan |
|   | Đội bóng buộc phải thi đấu play-off xuống hạng |
|   | Đội bóng xuống hạng Giải bóng đá hạng nhất quốc gia Hà Lan 2007-08 |
| 1 | Ajax vô địch Cúp bóng đá Hà Lan 2006–07 |

| Vô địch Giải bóng đá vô địch quốc gia Hà Lan 2006–07 |
| ---------------------------------------------------- |
| PSV danh hiệu thứ 20                                 |

## Play-off

### Cho giải đấu châu Âu
Cho một suất Champions League và ba suất Cúp UEFA

|  | Trận A và B | Trận A và B   | Trận A và B |    |   | Trận E | Trận E | Trận E |  |
|  |             |               |             |    |   |        |        |        |  |
|  | 5           | SC Heerenveen | 1           |    |   |        |        |        |  |
|  | 5           | SC Heerenveen | 1           |    |   |        |        |        |  |
|  | 2           | Ajax          | 4           |    |   |        |        |        |  |
|  | 2           | Ajax          | 4           |    | A | Ajax   | 4      |        |  |
|  |             |               |             |    | A | Ajax   | 4      |        |  |
|  |             |               | B           | AZ | 2 |        |        |        |  |
|  | 4           | FC Twente     | B           | AZ | 2 | 1      |        |        |  |
|  | 4           | FC Twente     |             |    |   |        |        |        |  |
|  | 3           | AZ            | 3           |    |   |        |        |        |  |

 Ajax lọt vào UEFA Champions League 2007–08. AZ, FC Twente và Heerenveen lọt vào Cúp UEFA 2007–08.
cho một suất Cúp UEFA và tối đa 1 suất Cúp Intertoto

|  | Trận C và D | Trận C và D                                  | Trận C và D |              |   | Trận G     | Trận G | Trận G |  |
|  |             |                                              |             |              |   |            |        |        |  |
|  | 9           | FC Utrecht (đi tiếp nhờ bàn thắng sân khách) | 1           |              |   |            |        |        |  |
|  | 9           | FC Utrecht (đi tiếp nhờ bàn thắng sân khách) | 1           |              |   |            |        |        |  |
|  | 6           | Roda JC                                      | 1           |              |   |            |        |        |  |
|  | 6           | Roda JC                                      | 1           |              | C | FC Utrecht | 1      |        |  |
|  |             |                                              |             |              | C | FC Utrecht | 1      |        |  |
|  |             |                                              | D           | FC Groningen | 4 |            |        |        |  |
|  | 8           | FC Groningen                                 | D           | FC Groningen | 4 | 3          |        |        |  |
|  | 8           | FC Groningen                                 |             |              |   |            |        |        |  |
|  | 7           | Feyenoord                                    | 2           |              |   |            |        |        |  |

FC Groningen lọt vào Cúp UEFA 2007–08. FC Utrecht gặp Vitesse (đội thắng trận J) cho một suất tại Cúp Intertoto 2007.
Cho tối đa 1 suất Cúp Intertoto

|  | Trận H và I | Trận H và I      | Trận H và I |         |   | Trận J | Trận J | Trận J |  |
|  |             |                  |             |         |   |        |        |        |  |
|  | 13          | Sparta Rotterdam | 2           |         |   |        |        |        |  |
|  | 13          | Sparta Rotterdam | 2           |         |   |        |        |        |  |
|  | 10          | NEC              | 3           |         |   |        |        |        |  |
|  | 10          | NEC              | 3           |         | H | NEC    | 0      |        |  |
|  |             |                  |             |         | H | NEC    | 0      |        |  |
|  |             |                  | I           | Vitesse | 3 |        |        |        |  |
|  | 12          | Vitesse          | I           | Vitesse | 3 | 4      |        |        |  |
|  | 12          | Vitesse          |             |         |   |        |        |        |  |
|  | 11          | NAC Breda        | 2           |         |   |        |        |        |  |

 Vitesse gặp FC Utrecht (đội thua trận G) cho một suất Cúp Intertoto 2007.
Cho suất Cúp Intertoto
|  | Trận K |            |       |  |
|  |        |            |       |  |
|  | G      | FC Utrecht | 2 (a) |  |
|  | G      | FC Utrecht | 2 (a) |  |
|  | J      | Vitesse    | 2     |  |

 FC Utrecht lọt vào Cúp Intertoto 2007.

### Play-off xuống hạng
Vòng 1
| Đội bóng #1 | Tổng tỉ số | Đội bóng #2     | Trận 1 | Trận 2 | Trận 3     |
| ----------- | ---------- | --------------- | ------ | ------ | ---------- |
| FC Zwolle   | 1-2        | FC Dordrecht    | 0-1    | 1-1    | Not played |
| BV Veendam  | 5-3        | Go Ahead Eagles | 5-1    | 0-2    | Not played |

Tất cả các đội bóng thi đấu một trận sân nhà và sân khách, có thể có trận thứ ba trong trường hợp hòa. Đội bóng ghi nhiều bàn thắng trên sân khách nhất trong hai lượt đầu tiên sẽ được thi đấu lượt thứ ba trên sân nhà. Nếu cả hai đội ghi số bàn thắng trên sân khách như nhau, một loạt sút luân lưu sau lượt về sẽ quyết định đội nào đá sân nhà ở lượt thứ ba.
Vòng 2
| Đội bóng #1  | Tổng tỉ số | Đội bóng #2    | Trận 1 | Trận 2 | Trận 3     |
| ------------ | ---------- | -------------- | ------ | ------ | ---------- |
| FC Dordrecht | 2-5        | RKC Waalwijk   | 2–0    | 0-2    | 0-3        |
| FC Den Bosch | 2-3        | VVV-Venlo      | 1-2    | 1–0    | 0-1        |
| FC Volendam  | 3-6        | RBC Roosendaal | 3-5    | 0-1    | Not played |
| BV Veendam   | 0-4        | Excelsior      | 0-1    | 0-3    | Not played |

Tất cả các đội bóng thi đấu một trận sân nhà và sân khách, có thể có trận thứ ba trong trường hợp hòa. Đội bóng ghi nhiều bàn thắng trên sân khách nhất trong hai lượt đầu tiên sẽ được thi đấu lượt thứ ba trên sân nhà. Nếu cả hai đội ghi số bàn thắng trên sân khách như nhau, một loạt sút luân lưu sau lượt về sẽ quyết định đội nào đá sân nhà ở lượt thứ ba.
Vòng 3
| Đội bóng #1    | Tổng tỉ số | Đội bóng #2  | Trận 1 | Trận 2 | Trận 3     |
| -------------- | ---------- | ------------ | ------ | ------ | ---------- |
| VVV-Venlo      | 5-1        | RKC Waalwijk | 2–0    | 0-1    | 3–0        |
| RBC Roosendaal | 1-2        | Excelsior    | 1-1    | 0-1    | Not played |

Tất cả các đội bóng thi đấu một trận sân nhà và sân khách, có thể có trận thứ ba trong trường hợp hòa. Đội bóng ghi nhiều bàn thắng trên sân khách nhất trong hai lượt đầu tiên sẽ được thi đấu lượt thứ ba trên sân nhà. Nếu cả hai đội ghi số bàn thắng trên sân khách như nhau, một loạt sút luân lưu sau lượt về sẽ quyết định đội nào đá sân nhà ở lượt thứ ba.

Đội thắng trận G và H sẽ thi đấu ở Giải bóng đá vô địch quốc gia Hà Lan 2007-08

## Bảng xếp hạng
| H \ A            | ADO | AJX | AZ  | EXC | FEY | GRO | HEE | HER | NAC | NEC | PSV | RKC | RJC | SPA | TWE | UTR | VIT | WIL |
| ---------------- | --- | --- | --- | --- | --- | --- | --- | --- | --- | --- | --- | --- | --- | --- | --- | --- | --- | --- |
| ADO Den Haag     |     | 1-2 | 1-3 | 2-2 | 3-3 | 1-3 | 2-3 | 2–0 | 0-2 | 0-2 | 0-2 | 1-1 | 0-2 | 2-4 | 1-2 | 1-1 | 0-3 | 2-1 |
| Ajax             | 2–0 |     | 2-2 | 2-2 | 4-1 | 3-2 | 0-1 | 3–0 | 2–0 | 2–0 | 0-1 | 5–0 | 2–0 | 5-2 | 1-1 | 2–0 | 3–0 | 6–0 |
| AZ               | 2-2 | 1-1 |     | 5–0 | 0–0 | 2–0 | 3-1 | 5–0 | 8-1 | 0–0 | 1-3 | 2–0 | 2-2 | 3–0 | 2-2 | 5-1 | 1–0 | 2–0 |
| Excelsior        | 3-1 | 1-3 | 3-2 |     | 1-3 | 0-2 | 3-1 | 6-1 | 0-2 | 1-1 | 0–0 | 0-3 | 0-1 | 3-1 | 1-2 | 0-1 | 2-2 | 3-2 |
| Feyenoord        | 3-1 | 0-4 | 3-2 | 1–0 |     | 0-4 | 4-3 | 0–0 | 3-2 | 1-1 | 1-1 | 3-1 | 4-3 | 3-2 | 2-1 | 2–0 | 2-1 | 0–0 |
| FC Groningen     | 2-5 | 2-3 | 1-1 | 2-1 | 3–0 |     | 1-1 | 2-1 | 3-1 | 4-1 | 0-2 | 1-1 | 2-1 | 0-1 | 1-1 | 0-2 | 4-3 | 4-1 |
| SC Heerenveen    | 1-1 | 0-2 | 1-3 | 2–0 | 5-1 | 4-2 |     | 5-1 | 4-2 | 3–0 | 0–0 | 1–0 | 1–0 | 2–0 | 1-2 | 0–0 | 0–0 | 5–0 |
| Heracles Almelo  | 4-3 | 0-3 | 0–0 | 3-2 | 4-1 | 0-1 | 1–0 |     | 2–0 | 0–0 | 0-2 | 1-1 | 1-1 | 2-3 | 3–0 | 3–0 | 2-2 | 2-2 |
| NAC Breda        | 2-2 | 1-2 | 1-4 | 2-1 | 4-1 | 0–0 | 1-1 | 1-1 |     | 0-2 | 1-1 | 2-1 | 0-2 | 3-1 | 0–0 | 2-1 | 2-1 | 0–0 |
| NEC              | 3-2 | 2-2 | 0-2 | 0-1 | 4-1 | 1-1 | 0-2 | 2–0 | 2-1 |     | 2-1 | 1–0 | 0–0 | 1-2 | 0-3 | 2–0 | 1–0 | 1-2 |
| PSV              | 2-1 | 1-5 | 2-3 | 4–0 | 2-1 | 1–0 | 3-1 | 3–0 | 3–0 | 3-1 |     | 2–0 | 4-1 | 7–0 | 2–0 | 5–0 | 5-1 | 4–0 |
| RKC Waalwijk     | 1–0 | 2-2 | 0-2 | 1-1 | 2-2 | 0-2 | 0-2 | 2–0 | 0-1 | 0-1 | 0-3 |     | 3-2 | 2-1 | 1-2 | 1-1 | 3-1 | 1-1 |
| Roda JC          | 1–0 | 2–0 | 0-2 | 2–0 | 1-2 | 0-1 | 1–0 | 7–0 | 3-2 | 1–0 | 2–0 | 1-1 |     | 2-1 | 2–0 | 0–0 | 2-4 | 2-1 |
| Sparta Rotterdam | 2-1 | 3–0 | 0-2 | 2-1 | 1-4 | 0-1 | 2-2 | 0–0 | 0-3 | 0-4 | 1-1 | 1–0 | 2-2 |     | 3–0 | 1-1 | 1-2 | 1–0 |
| FC Twente        | 3-1 | 1-4 | 3–0 | 4-1 | 3–0 | 7-1 | 5-1 | 1-1 | 2-1 | 4–0 | 1–0 | 4-3 | 2-2 | 2–0 |     | 3–0 | 2–0 | 0–0 |
| FC Utrecht       | 2–0 | 2-3 | 0-4 | 1–0 | 2-1 | 3–0 | 1–0 | 0–0 | 1–0 | 3–0 | 1-1 | 5–0 | 2–0 | 2-2 | 0–0 |     | 2–0 | 3–0 |
| Vitesse          | 2-2 | 4-2 | 1-3 | 2-3 | 0-1 | 3-2 | 1-3 | 4–0 | 0-1 | 1-1 | 0-1 | 3-1 | 0–0 | 3–0 | 1-1 | 4-2 |     | 1–0 |
| Willem II        | 2-1 | 0-2 | 0-4 | 2-1 | 3-5 | 3–0 | 1-3 | 2–0 | 0-2 | 1–0 | 1-3 | 3-1 | 0-1 | 0–0 | 1-3 | 2-1 | 0–0 |     |

## Cầu thủ ghi bàn nhiều nhất
| Pos. | Cầu thủ             | Câu lạc bộ    | Số bàn thắng |
| ---- | ------------------- | ------------- | ------------ |
| 1.   | Afonso Alves        | SC Heerenveen | 34           |
| 2.   | Blaise Nkufo        | FC Twente     | 22           |
| 2.   | Danny Koevermans    | AZ            | 22           |
| 4.   | Jefferson Farfán    | PSV           | 21           |
| 4.   | Klaas-Jan Huntelaar | Ajax          | 21           |
| 6.   | Danko Lazović       | Vitesse       | 19           |
| 7.   | Wesley Sneijder     | Ajax          | 18           |
| 8.   | Kennedy Bakircioglü | FC Twente     | 15           |
| 9.   | Shota Arveladze     | AZ            | 14           |
| 10.  | Erik Nevland        | FC Groningen  | 13           |

## Giải thưởng

### Cầu thủ xuất sắc nhất năm Hà Lan
- 2006 / 2007 — Afonso Alves (SC Heerenveen)

## Sân vận động 2006/2007
| Đội bóng   | Sân vận động                  | Sức chứa |
| ---------- | ----------------------------- | -------- |
| Ajax       | Amsterdam ArenA               | 51.628   |
| Feyenoord  | Sân vận động Feijenoord       | 51.177   |
| PSV        | Sân vận động Philips          | 35.119   |
| Vitesse    | Gelredome                     | 26.600   |
| Heerenveen | Sân vận động Abe Lenstra      | 26.000   |
| Utrecht    | Sân vận động Galgenwaard      | 24.426   |
| Groningen  | Euroborg                      | 19.814   |
| Roda JC    | Sân vận động Parkstad Limburg | 19.979   |
| AZ         | Sân vận động DSB              | 17.023   |
| NAC        | Sân vận động Rat Verlegh      | 17.064   |
| Willem II  | Sân vận động Willem II        | 14.637   |
| Twente     | Sân vận động Arke             | 13.740   |
| NEC        | Sân vận động Goffert          | 12.470   |
| ADO        | Zuiderpark Stadion            | 10.500   |
| Sparta     | Sparta Stadion Het Kasteel    | 11.026   |
| Heracles   | Sân vận động Polman           | 8.500    |
| RKC        | Sân vận động Mandemakers      | 7.500    |
| Excelsior  | Sân vận động Woudestein       | 3.527    |